# Nico Sallach
Nico Sallach (nacido el 31 de mayo de 1990) es un vocalista, músico y compositor alemán. Se hizo conocido por primera vez como miembro fundador y co-vocalista principal de To the Rats and Wolves, que se formó en 2012 y se disolvió en 2020. Ganó mayor prominencia en 2020 cuando se unió a Electric Callboy como su vocalista y letrista "limpio", junto con el vocalista "unclean" Kevin Ratajczak.

## Primeros años
Sallach nació en Essen el 31 de mayo de 1990. Tiene dos hermanos menores. Su carrera como cantante comenzó en la banda de su escuela. Antes de dedicarse por completo a la música, trabajó como enfermero gerontológico con formación completa, especializado en ventilación extraclínica, con especialización en pacientes con esclerosis lateral amiotrófica (ELA) y esclerosis múltiple (EM).

## Carrera
En 2009, Sallach fue el líder de Through Your Veins. En 2012, se convirtió en miembro fundador y vocalista de To the Rats and Wolves junto con el vocalista de "unclean" Dixi Wu, los guitarristas Danny Güldener y Marc Dobruk, el bajista Stanislaw Czywil y el baterista Simon Yildirim. La banda lanzó tres álbumes y un EP antes de disolverse en 2020.
En 2020, Sallach sustituyó a Sebastian Biesler como vocalista de "clean" y letrista de Electric Callboy junto con el vocalista de "unclean" Kevin Ratajczak, y lanzaron el EP MMXX (2020) con el videoclip de la canción "Hypa Hypa". El primer álbum de la banda con Sallach, Tekkno  (2022), se mantuvo durante una semana en el número 1 de las listas de éxitos alemanas. Desde que Sallach se unió a la banda, esta ha incorporado cada vez más influencias musicales como el pop y la música electrónica. Escribe la mayoría de las letras junto con Ratajczak.

## Discografía
Con To the Rats and Wolves
- Neverland (2016)
- Dethroned (2016)
- Cheap Love (2019)

Con Electric Callboy
- Tekkno (2022)

Colaboraciones
- "Changes" DE Breathe Atlantis (2022)
- "Pizza Homicide" DE Samurai Pizza Cats (2023)